# Walter Erhardt

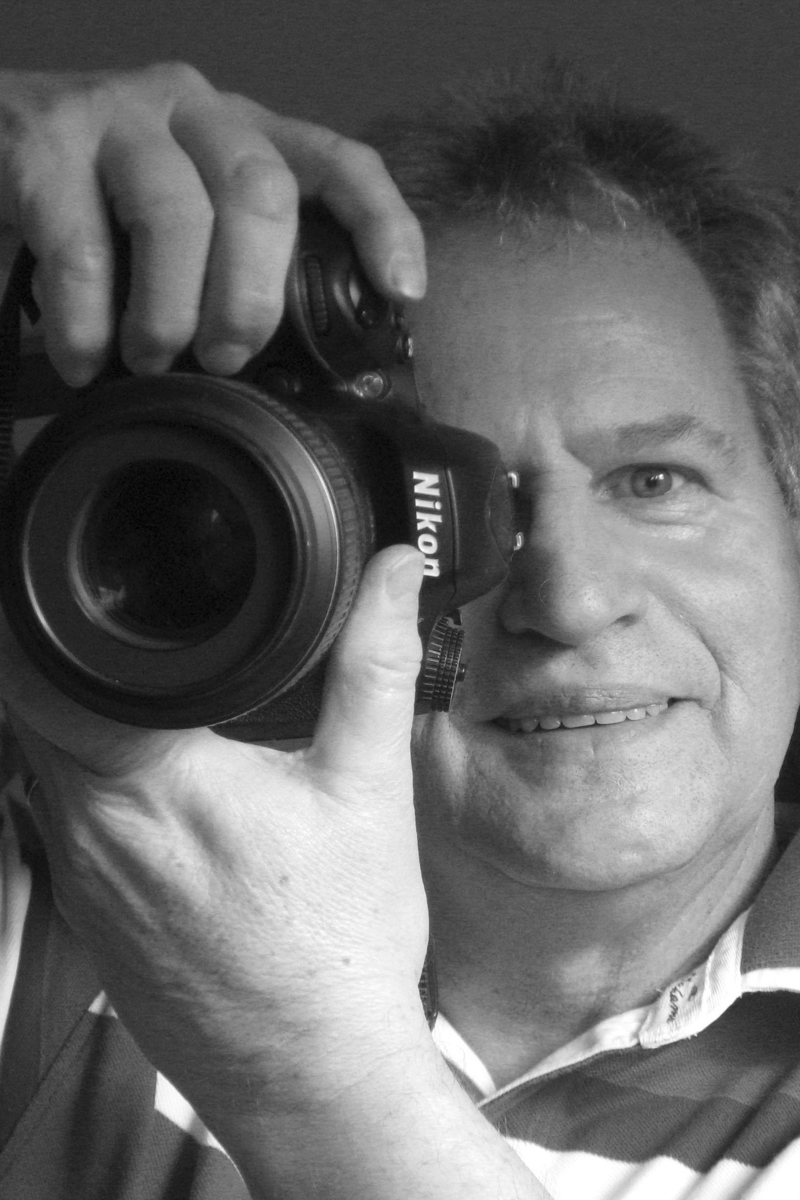
Walter Erhardt

Walter Erhardt (* 19. Februar 1952 in Kulmbach) ist ein deutscher Botaniker und Gartenschriftsteller. Außerdem war er bis zu seiner Pensionierung Studienrat im Grundschuldienst und medienpädagogisch-informationstechnischer Berater des Landkreises Kulmbach sowie der Leiter des dortigen Medienzentrums.
Als Gartenschriftsteller verfasste er zahlreiche Bücher und Artikel, insbesondere für die „Gartenpraxis“ und die „DeGa“ (beide Verlag Eugen Ulmer, Stuttgart). Auch die meisten seiner Bücher wurden dort veröffentlicht. Durch seine intensive Beschäftigung mit Pflanzen und fachschriftstellerische Tätigkeit entstand eine umfangreiche botanische Fachbibliothek, die unter anderem nahezu alle internationalen Sortenregister enthält.
Er ist seit 1976 mit Anne Erhardt (geb. Hofmann, * 29. Dezember 1956 in Kulmbach) verheiratet, die Co-Autorin bei einigen seiner Bücher ist. Gemeinsam erhielten sie 1997 den Buchpreis der Deutschen Gartenbau-Gesellschaft für den 1995 erschienenen PPP-Index.
Sein offizielles botanisches Autorenkürzel lautet „Erhardt“.

## Werke (Auswahl)
- Hemerocallis (Taglilien), 1988; Übersetzung ins Englische, 1992.
- Pflanzen-Einkaufsführer, 1990; ab der 2. Auflage mehrsprachig unter dem Titel PPP-Index: 2. Aufl. 1995; 3. Aufl. 1997, 4. Aufl. 2000 unter dem Titel Pflanze gesucht? (zusammen mit Anne Erhardt).
- Schöne Usambaraveilchen und andere Gesnerien, 1993 (zusammen mit Anne Erhardt).
- Narzissen, Osterglocken – Jonquillen – Tazetten, 1993.
- Mitarbeit an dem von der Société Nationale d’Horticulture de France herausgegebenen Buch 35.000 plantes, 1997 (zusammen mit Anne Erhardt).
- Mitherausgeber folgender Ausgaben des Zander Handwörterbuchs der Pflanzennamen: 16. Aufl. (2000), 17. Aufl. (2002), 18. Aufl. (2008), 19. Aufl. (2014); Übersetzung ins Englische: The Timber Press Dictionary of Plant Names (2009).
- Namensliste der Koniferen – List of Conifer Names, 2005.